# Bieniewicze
Bieniewicze (biał. Беневічы, Bieniewiczy; ros. Беневичи, Bieniewiczi) – wieś na Białorusi, w obwodzie grodzieńskim, w rejonie lidzkim, w sielsowiecie Honczary, w pobliżu ujścia Dzitwy do Niemna.

## Historia
W XIX i w początkach XX w. położone były w Rosji, w guberni wileńskiej, w powiecie lidzkim, w gminie Gonczary. Należały do dóbr Waszkowicze Łęskich.
W dwudziestoleciu międzywojennym leżały w Polsce, w województwie nowogródzkim, w powiecie lidzkim, do 11 kwietnia 1929 w gminie Honczary, następnie w gminie Dokudowo. W 1921 miejscowość liczyła 332 mieszkańców, zamieszkałych w 60 budynkach, w tym 318 Polaków i 14 Białorusinów. 297 mieszkańców było wyznania prawosławnego i 35 rzymskokatolickiego.
Po II wojnie światowej w granicach Związku Sowieckiego. Od 1991 w niepodległej Białorusi.